# Stade Président-Perón (Córdoba)
 (mai 2025).
Ne pas confondre avec le Stade Président-Perón d'Avellaneda.
Le stade Président-Perón (Estadio Presidente Perón en espagnol) est un stade multi-fonction situé à Córdoba en Argentine construit en 1951.
En général, il accueille des rencontres de football où l'Instituto Atlético Central Córdoba y dispute ses rencontres à domicile. Sa capacité est de 30 000 places.
L'origine de son nom vient de Juan Perón, président de l'Argentine lors de la construction du stade.